# Hellraiser III: Hell on Earth
Hellraiser III: Hell on Earth är en skräckfilm från 1992.

## Handling
En serie brutala mord leder reportern Joanne till en populär rockklubb i utkanten av stan. Den sadistiske ägaren har kommit över en grotesk staty av en man med ansiktet täckt av spikar. Djävulens högra hand, Pinhead, är tillbaka. För att bli starkare kräver han människoblod. Den ena efter den andra förslavas under hans ondskefulla inflytande, tills han en dag blir fri från sitt stenfängelse. Men denna gång tar han ingen till helvetet, utan istället släpps ondskans krafter lös på jorden...

## Om filmen
Hellraiser III: Hell on Earth är den tredje filmen i Hellraiser-serien.

## Rollista i urval
- Terry Farrell - Joanne Summerskill
- Paula Marshall - Terri
- Doug Bradley - Pinhead/Kapten Elliot Spencer
- Kevin Bernhardt - J.P. Monroe
- Ashley Lawrence - Kirsty